# Attaque du fort d'Eben-Emael
Ne doit pas être confondu avec Fort d'Ében-Émael ou Ében-Émael.
Seconde Guerre mondiale,
Campagne des 18 jours
Batailles
- Drôle de guerre
- Évacuation des civils de la ligne Maginot
- Mobilisation
- Offensive de la Sarre
- Baie de Heligoland
- Incident de Mechelen
- Plan Jaune
- Plan Dyle
- Luxembourg
- Ében-Émael
- Hannut

- Sedan
- Dinant
- Monthermé
- Givet
- La Horgne
- Gembloux
- Flavion
- Louvain
- Charleroi

- Stonne
- Montcornet
- La Sambre
- Arras

- L'Escaut
- Amiens
- La Lys
- Massacre de Vinkt
- Boulogne-sur-Mer
- Calais
- Poche de Lille
- Massacre du Paradis
- Abbeville
- Dunkerque
- Capitulation belge

- L'Aisne
- L'Ailette
- Opération Paula
- l’Exode
- Pont-de-l'Arche
- Opération Cycle
- Opération Ariel

- Les Alpes
- Vallon du Seuil
- Bombardement de Toulon
- Opération Vado
- La Loire
- Saumur
- La vallée du Rhône
- Bombardements de Marseille
- Menton (Pont-Saint-Louis)
- Combats aériens en Suisse
- Armistice du 22 juin

La prise du fort d'Eben-Emael, s'est déroulée au début de la Seconde Guerre mondiale, les 10 et 11 mai 1940, lorsque l'armée allemande s'empara du fort d'Ében-Émael, en Belgique, dans la Province de Limbourg  (Province de Liège depuis 1963)
Ce fut le premier acte du plan d'invasion de la Belgique par l'Allemagne nazie et le début de la Campagne des 18 jours.
Cette attaque a notamment pour particularité d'être la première à avoir employé des planeurs de combat et des parachutistes (les Fallschirmjäger). Elle innove également avec l'emploi d'explosifs à charge creuse.

## La forteresse
Le fort d'Eben-Emael était réputé imprenable et la pièce maîtresse de la défense de la Belgique en cas d'attaque allemande. En effet, il bloquait la route au passage de toute armée par sa puissance de feu et son rayon d'action combinés aux autres forts belges et à la ceinture fortifiée de Liège. Les généraux allemands durent donc trouver un moyen non conventionnel pour prendre le fort au lieu de risquer de lourdes pertes et une longue bataille en y engageant des armes et des moyens classiques
.

## Le plan allemand et les innovations
L'Allemagne nazie voulant envahir la France, elle se trouvait confrontée, au sud, à la ligne Maginot. Comme en 1914, la « meilleure solution » fut donc d'à nouveau passer par la Belgique. Cette dernière avait commencé à construire des fortifications en voyant la menace allemande se préciser, dont le fort d'Ében-Émael était la pièce maîtresse, en surpassant tous les autres forts par sa taille et sa puissance de feu mais également en étant géographiquement idéalement situé. Cette position comportait cependant un défaut majeur : elle se situait en même temps sur la position avancée et sur la position de couvrement belge. Il suffisait donc de passer le fort pour se retrouver derrière deux lignes de défense.
Le plan d'attaque prévoit donc la prise du fort par des parachutistes, les Fallschirmjäger commandés par Rudolf Witzig. Ce sera la deuxième opération parachutée de l'histoire, après l'attaque de la Norvège par les Allemands le 9 avril 1940. Cette opération sera combinée avec l'utilisation d'une arme nouvelle afin de détruire les tourelles : la charge creuse (dont la plus lourde pèse 50 kg). Elles seront posées et amorcées directement sur les tourelles. Le dard (jet de métal à l'état superplastique) perfore le blindage à la vitesse de 10 km/s et tue toutes les personnes à l'intérieur.
Les charges creuses sont sensibles, on ne peut les larguer, avec les pionniers, au moyen de parachutes de l'époque. Elles seront donc portées par planeurs, en l'occurrence le DFS 230 amélioré, remorqués au-dessus du territoire allemand par des avions Junkers Ju 52/3m.
Une fois lâchés, les planeurs et les pionniers parcourent les 30 km qui séparent la frontière du fort. Leur irruption est synchronisée avec le saut de 85 parachutistes du  lieutenant Witzig. Points de départ, Butzweilerhof (au nord-ouest de Cologne) et Cologne-Ostheim.

## Les combats
Le 10 mai 1940 vers 3 h du matin, les planeurs allemands décollent. L'offensive allemande est déclenchée mais le fort n'est pas prêt. Les troupes logeant dans les villages alentour ne sont pas toutes à leur poste. De plus, une partie de la garnison est occupée à détruire des bâtiments trop proches de l'entrée. Les casemates sont en sous-effectifs, voire vides, en particulier les casemates de mitrailleuses qui commandent les superstructures du fort. Les munitions ne sont pas toutes prêtes à l'emploi. Enfin, l'alerte signale une attaque extérieure.
Les Allemands avaient bien prévu leur coup. En effet, une fois le Canal Albert atteint, les planeurs allemands ont continué leur chemin et ont fait demi-tour quelques kilomètres plus loin : l'effet de surprise était assuré.
Cependant, tout ne se passa pas comme prévu. L'élingue du planeur du lieutenant Rudolf Witzig se rompit sur le chemin, ne lui permettant de rejoindre le théâtre des opérations que quelques heures plus tard. Mais le capitaine chargé de l'opération, Walter Koch, avait très bien planifié son opération. En effet, lors de sa préparation pour la prise du fort, le capitaine Koch avait reconstitué le fort d'Ében-Émael à l'identique dans les Sudètes. Il a donc pu remarquer un point faible du fort : ses terrains de football. Ces terrains avaient été installés afin de divertir les soldats, mais offraient également aux planeurs une piste d'atterrissage parfaite.
À 4 h 25, 9 planeurs allemands (sur les 11 qui sont partis de Cologne) atterrissent sur les superstructures du fort. Là, les positions de combat sont vite détruites, grâce à la précision de l'atterrissage des planeurs, juste à côté des objectifs, mais aussi parce que les défenses du fort ne pouvaient viser vers l'intérieur. L'accès aux casemates de l'intérieur n'est barré ni par des barbelés ni par des fossés. La fausse coupole de 120 mm est attaquée. Par chance, les Allemands attaquèrent une coupole à la charge creuse, dans laquelle était entreposée une quantité assez importante de chaux. Une explosion fulgurante se produit. La garnison est sous le choc. Les contre-attaques échouent. Des attaquants essaient plus tard de se frayer un chemin à l'intérieur du fort, en empruntant les accès des coupoles qu'ils avaient pu occuper, mais ils sont abattus. Les défenseurs bloquent ensuite les accès aux galeries au moyen des portes blindées prévues à cet effet. À 4 h 40, la grande partie du fort, réputé imprenable, était réduite au silence.
Le lendemain, le 151e régiment d’infanterie allemand ainsi qu'un bataillon de génie  arrivent en renfort. Après 36 heures de combat, la forteresse capitule à 11 h 30.
Dans cette bataille, 24 soldats belges et six Fallschirmjäger allemands perdent la vie. Les 1 200 survivants belges sont faits prisonniers.
C'est de la même façon que sont ensuite attaqués les ponts de Kanne, Vroenhoven et Veldwezelt. Le moral de l'armée belge prend un coup, ce qui n'empêche pas les soldats belges de continuer à se battre.
Les soldats belges sont cependant parvenus à détruire le pont frontalier de Maaseik, entre les Pays-Bas et la Belgique, dont les Allemands avaient pris l'extrémité hollandaise par ruse, s'en étant approchés sous le déguisement de gendarmes hollandais. Deux autres ponts, Kanne et Gellick, sont également détruits.

## Conséquences dans le déroulement de la guerre
La chute du fort marqua l'entrée en guerre de la Belgique et le début de la campagne des 18 jours. En effet, après leur prise, les nazis ont pu passer par les ponts du canal Albert et déborder par le Nord la place fortifiée liégeoise, bien que l'essentiel de la manœuvre allemande ait joué ailleurs. Au lieu de contenir l'effort allemand durant au moins 5 ou 6 jours comme cela était initialement prévu, la position du canal Albert et du fort d'Ében-Émael n'a pas tenu plus de quelques heures.
Plus tard, Adolf Hitler propose à Franco de lui prêter les soldats victorieux d’Ében-Émael afin d'attaquer la forteresse de Gibraltar, ce que le dictateur ibérique décline.

## Images

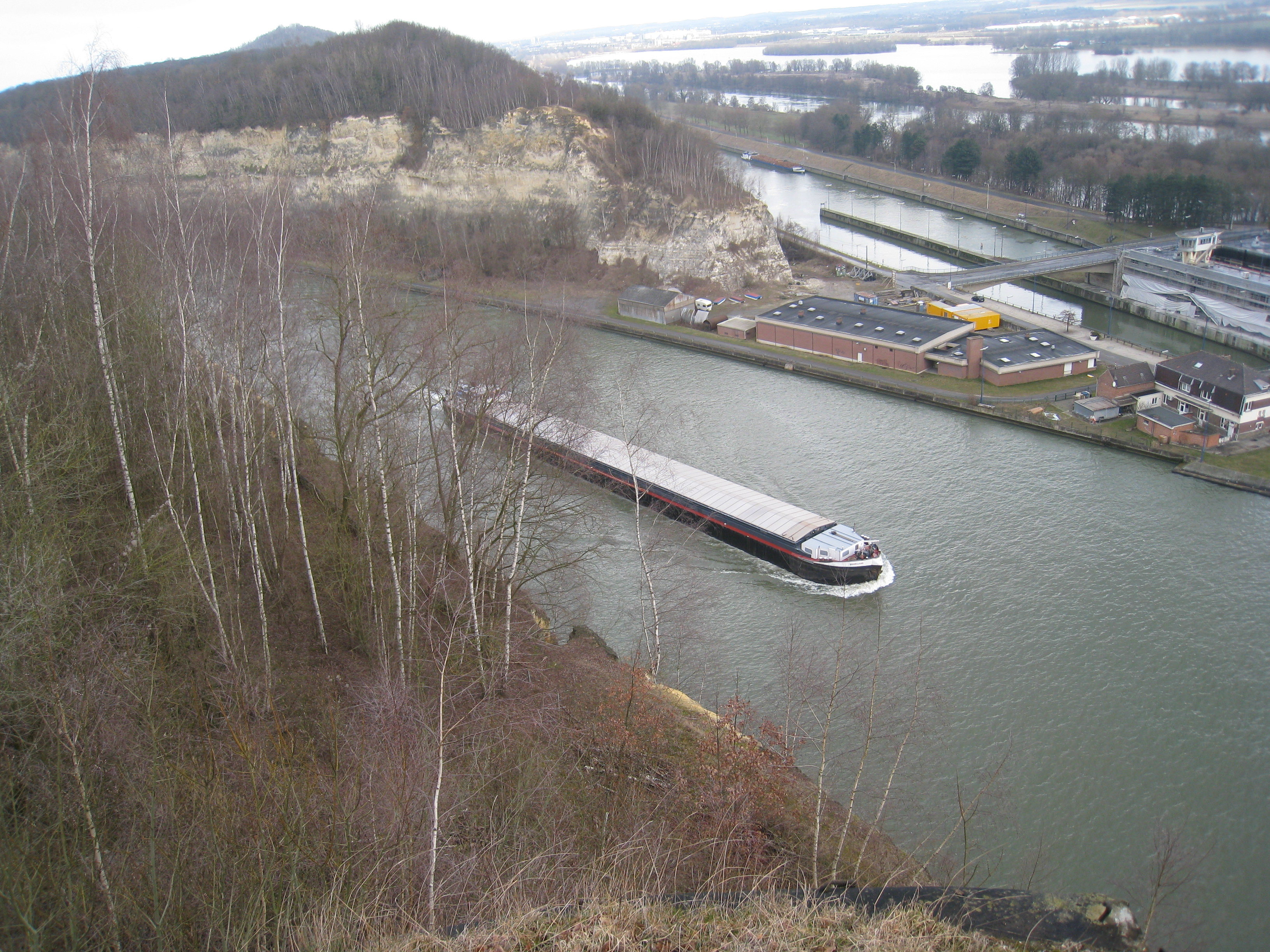
La situation du fort offrait une vue stratégique sur les alentours, notamment ici le canal Albert.
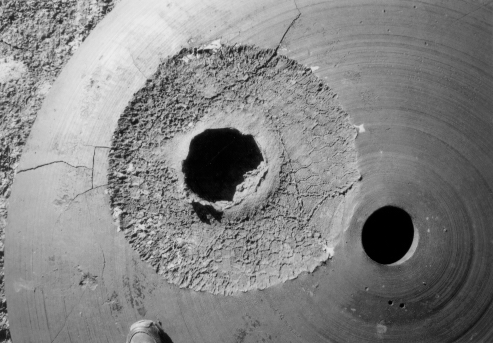
L'effet des nouvelles charge creuses sur les blindages et le béton.
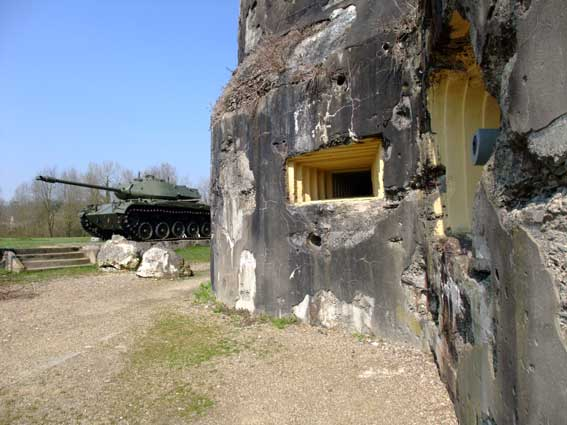
Les stigmates de la bataille sont toujours visibles aujourd'hui.
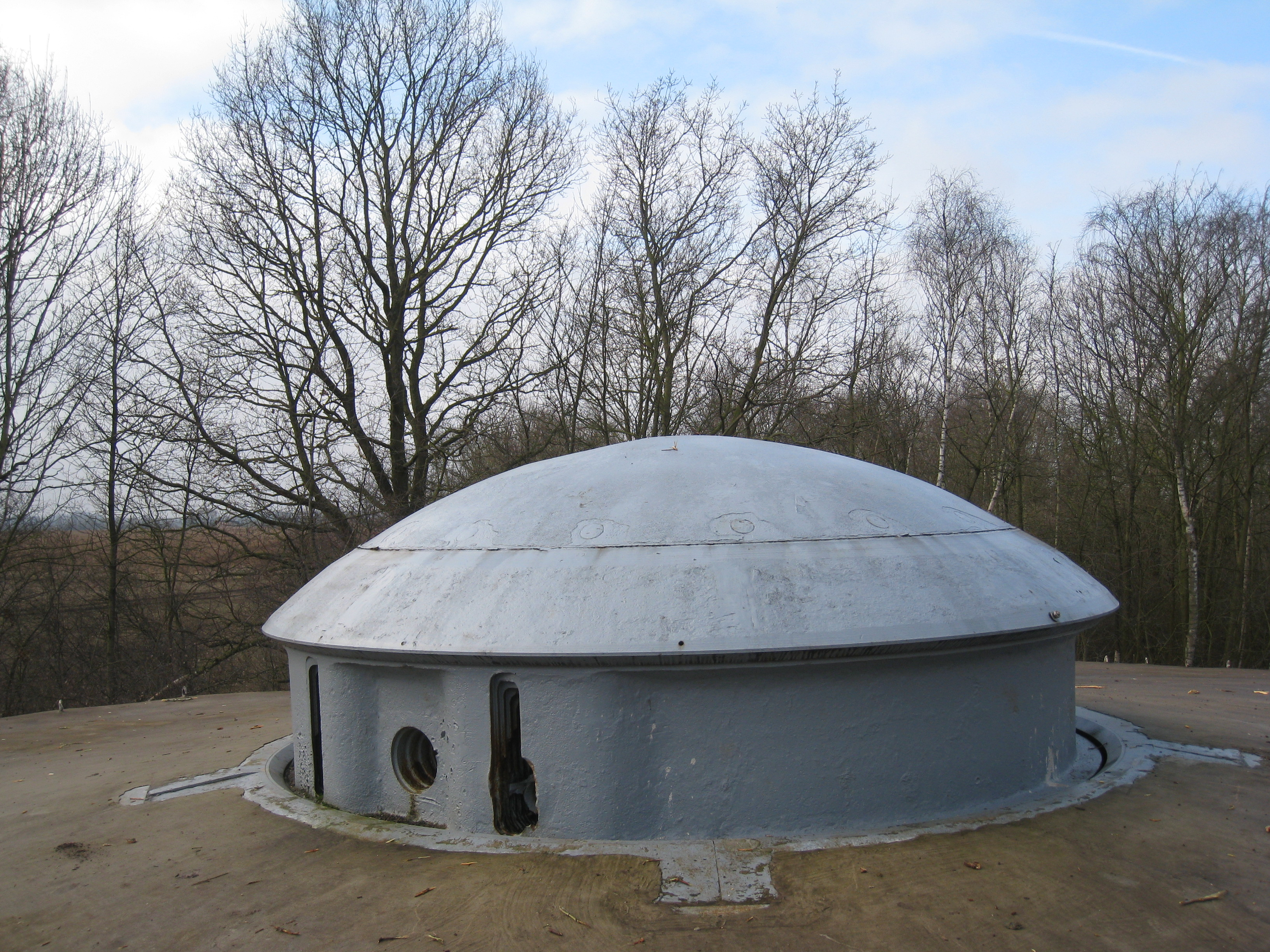
Une des coupoles de défense du fort d'Ében-Émael.
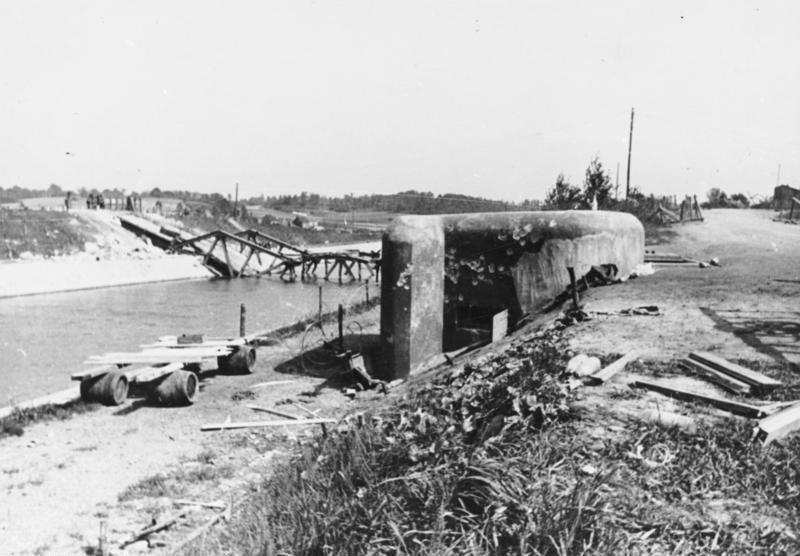
Un pont traversant le Canal Albert, photo du 23 mai 1940.
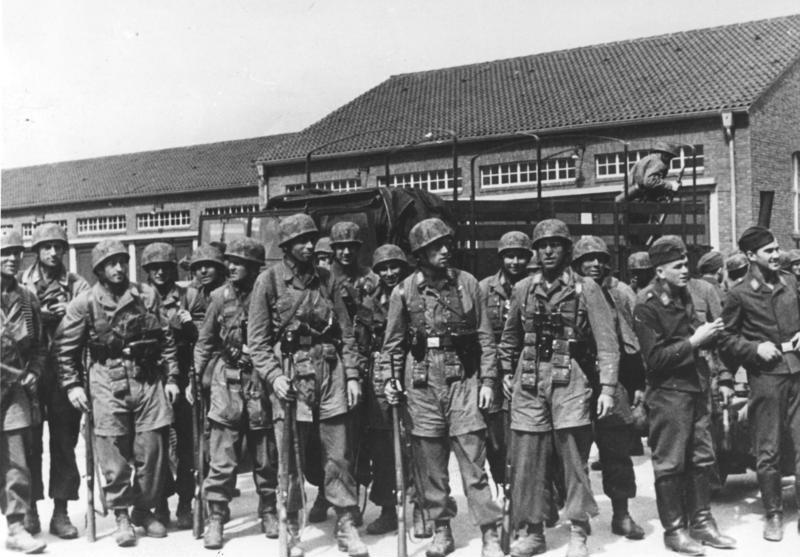
Parachutistes de la section d'assaut 'Sturmabteilung Koch'
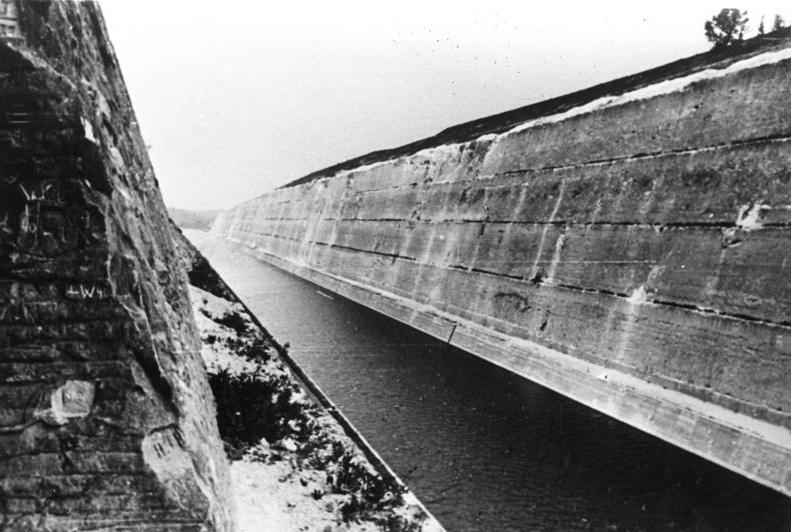
Vue du Canal Albert depuis une position de mitrailleuses  sur le fort d'Eben-Emael (photo du 23 mai 1940)
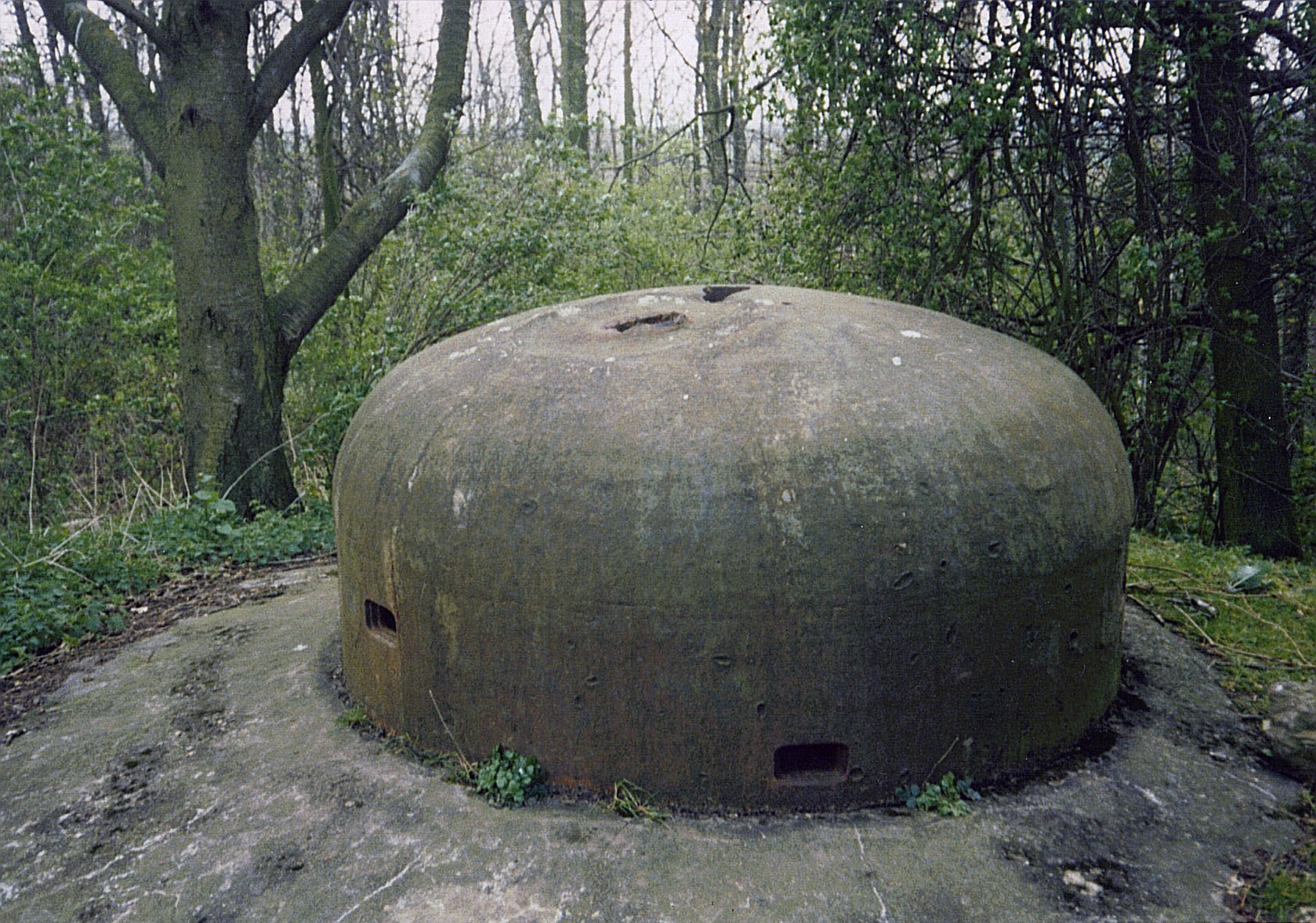
Coupole d'observation  Eben 3 sur la casemate "Maestricht 2" avec impact d'une charge creuse